# Ryoichi Maeda
Ryoichi Maeda (em japonês: 前田 遼, Maeda Ryōichi — Kobe, 9 de outubro de 1981) é um ex-futebolista profissional japonês, que atuava como atacante. Atualmente é auxiliar-técnico da Seleção Japonesa.

## Carreira
Tendo passado a infância nos Estados Unidos, Maeda é considerado ídolo do Jubilo Iwata, onde atuou por catorze temporadas (2000 a 2015). Pelos Celestes, disputou 456 partidas oficiais (363 na primeira e segunda divisão, 29 pela Copa do Imperador, 58 pela Copa da Liga Japonesa e 6 pela Liga dos Campeões da AFC) e marcou 187 gols.
Em 2015 surpreendeu ao assinar com o FC Tokyo, onde atuou em 132 jogos e fez 22 gols no total. Entre 2017 e 2018, chegou a atuar pela equipe Sub-23. Em 2019 foi contratado pelo FC Gifu, onde encerrou a carreira profissional em 2020.

## Seleção Japonesa
Após defender as seleções Sub-20 e Sub-23, Maeda fez sua estreia pelo time principal do Japão em agosto de 2007, num amistoso contra Canarões, e 2 meses depois marcou seu primeiro gol com a camisa dos Samurais Azuis na partida contra o Egito.
Pela Seleção Japonesa, participou da Copa da Ásia de 2011 e a Copa das Confederações de 2013, ano em que disputou seus últimos jogos.

## A "maldição" de Maeda
En 2007, o primeiro gol de Maeda na temporada foi sobre o Ventforet Kofu, que terminaria sendo rebaixado à J2 de 2008. Desde então, as equipes que levariam os primeiros gols do atacante (Tokyo Verdy em 2008, JEF United em 2009, Kyoto Sanga em 2010 e Montedio Yamagata em 2011) caíram para a segunda divisão. A ]'maldição" foi posta à prova em 2012, quando Maeda balançou as redes contra o Gamba Osaka, que havia ficado entre os 3 primeiros entre 2009 e 2011, e ganhou repercussão nacional enquanto o Gamba lutava contra o rebaixamento. O Júbilo Iwata voltaria a enfrentar a equipe de Osaka e venceu por 2 a 1 - Maeda fez um gol e deu uma assistência.
Em 2013, o Urawa Red Diamonds levou o primeiro gol do atacante na temporada, porém passou longe de brigar contra o rebaixamento (ficou na sexta posição), e o Júbilo Iwata amargou pela primeira vez a queda para a J2.

## Títulos
Seleção Japonesa
- Copa da Ásia: 2011

Individuais
- Artilheiro da J-League: 2009

Júbilo Iwata
- Copa da J. League (1) : 2010